# Brunkronad vitstjärt
Brunkronad vitstjärt (Myioborus brunniceps) är en fågel i familjen skogssångare inom ordningen tättingar.

## Utbredning och systematik
Fågeln förekommer i Anderna från Bolivia (La Paz och Cochabamba) till nordvästra Argentina. Den behandlas som monotypisk, det vill säga att den inte delas in i några underarter.

## Status
IUCN kategoriserar arten som livskraftig.